# El Palomar (Valência)
El Palomar (em valenciano e oficialmente) ou Palomar (em castelhano) é um município da Espanha na província de Valência, Comunidade Valenciana. Tem 7,8 km² de área e em 2021 tinha 562 habitantes (densidade: 72,1 hab./km²).

## Demografia
| Variação demográfica do município entre 1991 e 2004 | Variação demográfica do município entre 1991 e 2004 | Variação demográfica do município entre 1991 e 2004 | Variação demográfica do município entre 1991 e 2004 |
| --------------------------------------------------- | --------------------------------------------------- | --------------------------------------------------- | --------------------------------------------------- |
| 1991                                                | 1996                                                | 2001                                                | 2004                                                |
| 502                                                 | 496                                                 | 511                                                 | 520                                                 |